# Attaque du métro de Taipei
L'attaque du métro de Taipei est un attentat qui s'est déroulé le 21 mai 2014 dans le métro de Taipei à Taiwan. Un homme de 19 ans armé d'un couteau a tué 4 personnes et en a blessé 24 autres (dont 10 dans un état critique) dans une rame du métro de la ligne Bannan (direction ouest).

## Attaque
L'attaque a commencé le 21 mai 2014 à 4h25 (heure locale) et s'est déroulé entre la gare de Longshan (Taipei) et la station Jiangzicui dans le nouveau Taipei sur le la ligne Bannan (direction ouest). Au cours de l'attaque, l'agresseur a pourchassé et attaqué les passagers présents dans la rame muni d'un couteau à fruits de 30 cm de long. Avant que le train ne s'arrête à la station de Jiangzicui et que l'attaque cesse, des passagers se sont regroupés et ont maintenu à distance l'assaillant à l'aide de parapluies, tandis que d'autres ont tenté de le dissuader en se moquant de lui. Cette attaque a duré près de cinq minutes puisque les deux stations sont les plus espacées du métro de Taipei.

### Victimes
Selon les informations communiquées par les services de secours (service d'incendie du nouveau Taipei), la plus jeune victime était un étudiant de troisième cycle à l'université nationale Cheng Kung âgé de 26 ans. Les trois autres victimes étaient un homme de 28 ans et deux femmes de 47 et 62 ans. Parmi les 24 blessés, 10 étaient dans un état critique.

### Auteur
L'auteur des faits se nomme Cheng Chieh. Il est né le 3 avril 1993 et a fréquenté des écoles de Taipei durant sa scolarité. Concernant sa personnalité, il est décrit comme ayant grandi entouré de quelques amis et extrêmement concentré sur ses études. Il s'intéressait également à des jeux en ligne violents et avait écrit des histoires d'horreur,.
À l'école primaire, il avait menacé de tuer certains camarades après des brouilles mineures. Au collège, il avait également porté sur lui un couteau pendant un mois, à la recherche d'une opportunité pour poignarder un professeur. À partir du lycée, il avait commencé à écrire sur son blog des plans pour tuer des passants. Il publiait aussi des articles sur des meurtres. En 2011, il s'était inscrit à l'institut de technologie Chung Cheng afin de recevoir une formation militaire mais avait été renvoyé deux ans plus tard. Il s'était ensuite inscrit à l'université Tunghai. Les responsables de l'institution avaient remarqué son activité importante sur les réseaux sociaux.
Au moment de l'attaque, Cheng Chieh vivait avec ses parents et son frère aîné dans le district de Banqiao dans le Nouveau Taipei